# Петавова
Петавова (енгл. Petawawa) је градић у Канади у покрајини Онтарио. Према резултатима пописа 2011. у граду је живело 15.988 становника.

## Становништво
Према резултатима пописа становништва из 2011. у граду је живело 15.988 становника, што је за 9,1% више у односу на попис из 2006. када је регистровано 14.651 житеља.
| 2006.  | 2011.  | 2016.  |
| ------ | ------ | ------ |
| 14.651 | 15.988 | 17.187 |